# Furubira, Hokkaidō
Furubira (古平町 Furubira-chō) là thị trấn thuộc huyện Furubira, phó tỉnh Shiribeshi, Hokkaidō, Nhật Bản. Tính đến ngày 1 tháng 10 năm 2020, dân số ước tính thị trấn là 2.745 người và mật độ dân số là 15 người/km2. Tổng diện tích thị trấn là 188,41 km2.